# Az Zawiyah (gemeente)
Az Zawiyah is een Libische gemeente in het noordwesten van het land. Hoofdstad van de gemeente is de stad Az Zawiyah.

## Geografie
In het noorden grenst Az Zawiyah aan de Middellandse Zee. Andere gemeenten waar Az Zawiyah aan grenst zijn:
- Tripoli - oosten
- Al Jfara - zuidoosten
- Al Jabal al Gharbi - zuiden
- An Nuqat al Khams - westen

## Geschiedenis
Tot de herindeling van Libië in 2007 bestond de gemeente uit de stad Az Zawiyah en haar directe omgeving en had een grootte van 1.520 km². Bij de herindeling van 2007 werden een aantal gemeenten opgeheven en grenzen verlegd, waardoor de gemeente Sabratha Wa Surman onder meer van de nieuwe gemeente Az Zawiyah deel van ging uitmaken. De nieuwe gemeente is 2.890 km² groot en telde in 2006 290.993 inwoners. De helft van het aantal inwoners woont in de stad Az Zawiyah.
Benghazi ·
Al Butnan ·
Derna ·
Ghat ·
Al Jabal al Akhdar ·
Al Jabal al Gharbi ·
Al Jfara ·
Al Jufrah ·
Al Kufrah ·
Al Marj ·
Misratah ·
Al Murgub ·
Murzuq ·
Nalut ·
An Nuqat al Khams ·
Sabha ·
Sirte ·
Tripoli ·
Wadi Al Hayaa ·
Wadi Al Shatii ·
Al Wahat ·
Az Zawiyah